# Ildar Arslanov
Ildar Rinasovič Arslanov (in russo Ильдар Ринасович Арсланов?; Agidel', 6 aprile 1994) è un ex ciclista su strada russo, professionista dal 2015 al 2019.

## Palmarès

### Strada
- 2011 (Juniores, due vittorie)

Campionati russi, Prova in linea Juniores
Classifica generale Giro di Basilicata
- 2012 (Juniores, tre vittorie)

Campionati russi, Prova a cronometro Juniores
Campionati russi, Prova in linea Juniores
Classifica generale Liège-La Gleize
- 2014 (Itera-Katusha, una vittoria)

4ª tappa Giro della Valle d'Aosta (Morillon, cronometro)

#### Altri successi
- 2016 (Gazprom-RusVelo)

1ª tappa-2ª semitappa Settimana Internazionale di Coppi e Bartali (Gatteo a Mare > Gatteo, cronosquadre)
Classifica giovani Tour d'Azerbaïdjan

## Piazzamenti

### Classiche monumento
- Giro di Lombardia

2017: ritirato

### Competizioni mondiali
- Campionati del mondo

Copenaghen 2011 - In linea Junior: ritirato
Limburgo 2012 - Cronometro Junior: 22º
Limburgo 2012 - In linea Junior: 47º
Toscana 2013 - In linea Under-23: 22º
Richmond 2015 - In linea Under-23: 57º
Innsbruck 2018 - In linea Elite: ritirato

### Competizioni europee
- Campionati europei

Goes 2012 - Cronometro Junior: 12º
Goes 2012 - In linea Junior: 89º
Tartu 2015 - In linea Under-23: 23º